# Henry M. Hobgood

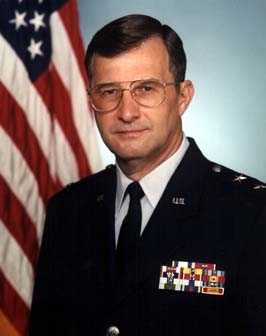
Henry M. Hobgood

Henry M. Hobgood (* um 1943) ist ein pensionierter Generalmajor der United States Air Force. Er war unter anderem Kommandeur der 2. Luftflotte (Second Air Force).
Über das ROTC-Programm der North Carolina State University gelangte er im Jahr 1965 in das Offizierskorps der United States Air Force. Dort durchlief er anschließend alle Offiziersränge vom Leutnant bis zum Zwei-Sterne-General.
Im Lauf seiner militärischen Karriere absolvierte er verschiedene Kurse und Schulungen. Dazu gehörten unter anderem die Squadron Officer School auf der Maxwell Air Force Base in Alabama und das Air War College, ebenfalls auf der Maxwell AFB. Außerdem erhielt er einen akademischen Grad von der Troy University.
Hobgood war kein aktiver Militärpilot. In seinen frühen Jahren als Offizier der Luftwaffe war er auf verschiedenen Stützpunkten in den Vereinigten Staaten und auf Guam stationiert. Dabei war er als Grundausbilder von Soldaten oder als Stabsoffizier bei unterschiedlichen Einheiten vor allem im Personalwesen tätig. Dazwischen absolvierte er die erwähnten Schulungen.
Zwischen Juli 1982 und Juni 1983 war er auf der Osan Air Base in Südkorea stationiert. Dort leitete er die Stabsabteilung für Personal der 51st Combat Support Group und der dort stationierten streitkräfteübergreifenden amerikanischen Truppen (Combined Forces Command). Danach war er bis zum Juli 1984 ebenfalls auf der Osan AB stellvertretender Kommandeur der 51st Combat Support Group. Es folgte eine Versetzung zur Randolph Air Force Base in Texas. Dort war er zwischen Juli 1984 und September 1986 als Leiter der Abteilung für die Besetzung von Offiziersstellen (chief, mission support officer assignments) in der Stabsabteilung für Personal des Air Force Military Personnel Centers tätig.
Sein nächster Auftrag führte Henry Hobgood auf die Nellis Air Force Base in Nevada, wo er zwischen September 1986 und Oktober 1988 das 554. Nachschubgeschwader (554th Operations Support Wing) kommandierte. Daran schloss sich eine Versetzung zum Stab des Hauptquartiers der Air Force in Washington, D.C. an. Bis zum Juli 1990 gehörte er dessen Stabsabteilung für Personal an, wobei er in der Unterabteilung für Belange von Offizieren im Generalsrang arbeitete (assistant for general officer matters, deputy chief of staff for personnel, Headquarters U.S. Air Force, Washington, D.C.) Auch danach blieb er im Stab des Hauptquartiers der Luftwaffe. Bis zum Februar 1991 leitete er die Abteilung für Personal und Organisation (director, manpower and organization), die auch eine Unterabteilung der Stabsabteilung für Personal war.
Hobgoods nächste Aufträge führten ihn auf die Langley Air Force Base in Virginia. Dort leitete er zunächst zwischen März und August 1991 die Stabsabteilung für Personal beim Tactical Air Command. Danach war er bis zum Juni 1992 Stabschef dieses Kommandos. Nach der Eingliederung dieses Kommandos in das neu gegründete Air Combat Command behielt er bis zum August 1993 seine Stellung als Stabschef auch bei diesem neuen Kommando. Anschließend übernahm er auf der Lackland Air Force Base in Texas das Kommando über das 37. Ausbildungsgeschwader, das er zwischen August 1993 und Juni 1995 innehatte.
Am 13. Juni 1995 übernahm Henry Hobgood auf der Keesler Air Force Base in Mississippi als Nachfolger von John C. Griffith das Kommando über die 2. Luftflotte (Second Air Force). Dieses Amt bekleidete er bis zum 28. August 1996, als er von Lance W. Lord abgelöst wurde. Anschließend schied er aus dem aktiven Militärdienst aus.
Nach seiner Pensionierung wurde Henry Hobgood Präsident der Randolph-Macon Academy in Front Royal in Virginia. Diesen Posten bekleidete er bis zum 1. Juli 2013.

## Daten der Beförderungen
| Abzeichen | Rang               | Jahr               |
| --------- | ------------------ | ------------------ |
|           | Second Lieutenant  | 23. Januar 1965    |
|           | First Lieutenant   | 1. Oktober 1966    |
|           | Captain            | 31. Mai 1968       |
|           | Major              | 1. August 1976     |
|           | Lieutenant Colonel | 1. Dezember 1980   |
|           | Colonel            | 1. November 1984   |
|           | Brigadier General  | 1. Februar 1991    |
|           | Major General      | 28. September 1994 |

## Orden und Auszeichnungen
Henry Hobgood erhielt im Lauf seiner militärischen Laufbahn unter anderem folgende Auszeichnungen:
- Air Force Distinguished Service Medal
- Legion of Merit
- Meritorious Service Medal
- Air Force Commendation Medal
- Air Force Achievement Medal